# Brokcollinsia
Brokcollinsia (Collinsia heterophylla) är en grobladsväxtart som beskrevs av Buist och Robert Graham. Brokcollinsia ingår i släktet collinsior, och familjen grobladsväxter. Utöver nominatformen finns också underarten C. h. austromontana.